# 江戸前寿司
江戸前寿司（えどまえずし、江戸前ずし、江戸前鮨、江戸前鮓）は、握り寿司を中心とした、江戸の郷土料理である。古くは「江戸ずし」「東京ずし」ともいった。江戸前の豊富で新鮮な魚介類を材料とした、寿司屋の寿司職人が作る寿司である。

## 概要
狭義に「江戸前寿司」を「東京湾の魚介（江戸前）を使用した寿司」、あるいは「明治の始めくらいまでの技法を中心とした寿司」とすることもあるが、広義には、食材の産地や調理技法などに関わらず、東京で特に多く見られる「握り寿司を中心とした寿司屋で提供されるすし」全般を「江戸前寿司」という（本稿では広義の「江戸前寿司」を対象とする）。
1728年（享保13年）に大坂で創刊された『料理網目調味抄』には、「箱寿司に酢を注ぐ」と記載されているように、それまで寿司と言えば、保存に重きを置いた大坂の箱寿司であった。一方、江戸前寿司は江戸前の海（現在の東京湾の北部西側）は遠浅の干潟を抱えた天然の漁場であり、目の前で取れた魚介類を新鮮なうちに提供することが可能であった。
北大路魯山人が『握り寿司の名人』にて「戦後、寿司が立ち食いから椅子にかけて食うようになった」と指摘するように、かつては屋台で立ち食いする料理であったことが理解される。握り寿司が誕生、流行していた江戸時代では入店して素材を見繕って注文をして小腹を満たせば早々に勘定を済まして退店するという「せっかち」だった江戸っ子らの食事スタイルが粋とされていた。また、一日中働く彼らの腹をすぐ満たせるよう、大きさは現代の握りずしの二、三倍あったと言われている。
歌川広重の「東都名所高輪二六夜待遊興之図」「江戸自慢 高輪二六夜」では、浜辺に「寿司」の屋台が出て人々は花火を見て祭のように夜を楽しんでいた様子が描かれている。
江戸時代に生産が始まった食酢を利用した寿司であり、なれ寿司とは全く異なっている。当初は米酢が使用されていたが粕酢が使用されるようになっていった。当時、この江戸前寿司がブームとなってついに寿司の主流となる。さらに関東大震災で被災し近畿に移住した職人により本格的な江戸前にぎりが普及し、戦後の「すし委託加工制度」による影響もあいまって、江戸より100年も前から寿司を食していた近畿人の嗜好も変化するほどであり、江戸前寿司が「寿司」として日本国外にも広がっていった。

## 江戸前ずしの種類

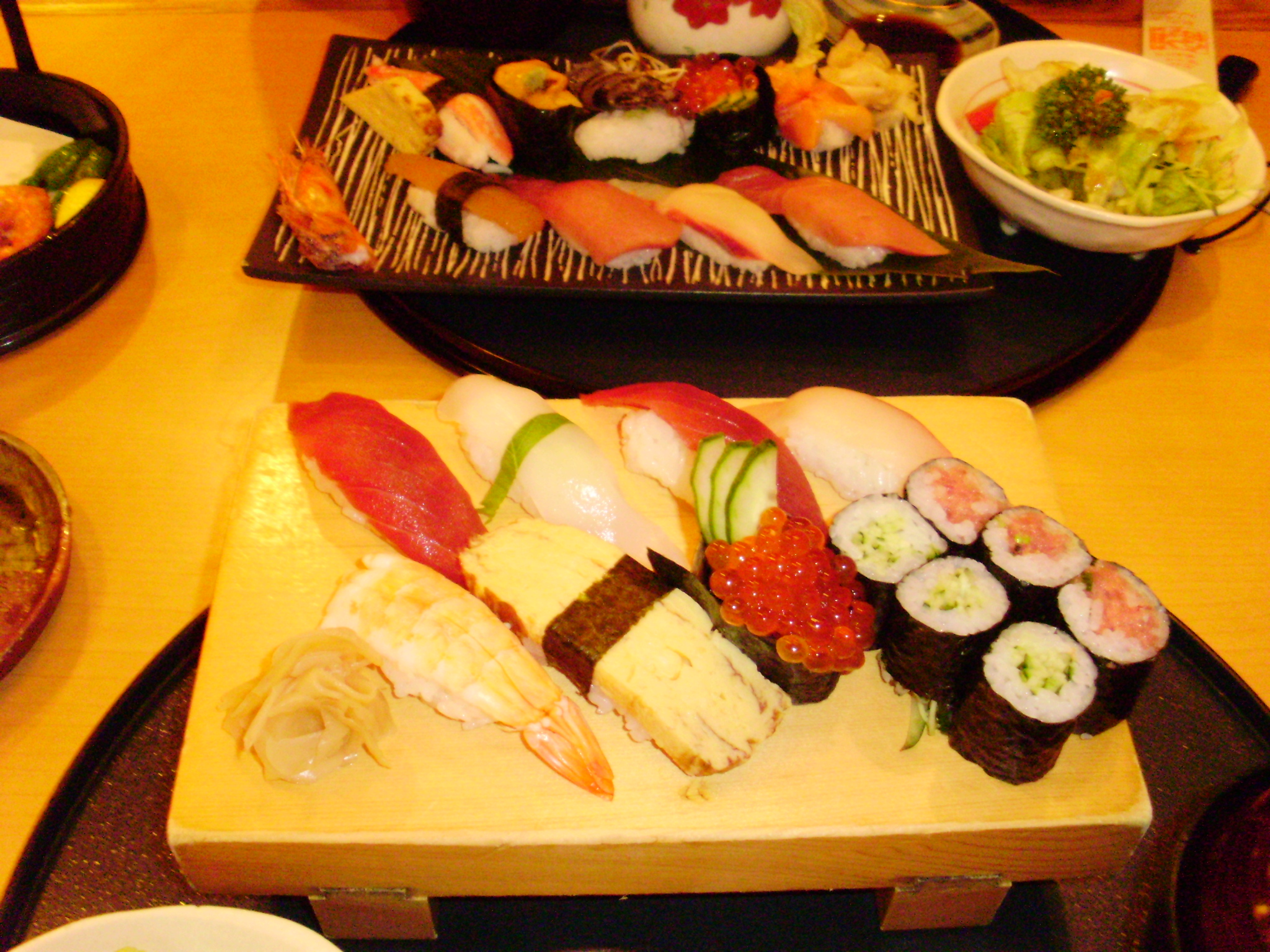
握りと海苔巻き

酢飯を軽くまとめ、その上に主に魚介の生身や〆たものや火を通したものを合わせて握る「握り寿司」が中心であり、他にはカンピョウなどを巻いた海苔巻き（巻き物）、ちらしずし、イカの印籠ずしなどがある。家庭用のタネの販売もなされてはいるが、基本的には「寿司屋の寿司」「職人の寿司」である。

### 江戸前握りずし
主に魚介の生身や酢締めしたもの、煮るや茹でるなど火を通したもの、卵焼きなどの「タネ」と握った酢飯を合わせた寿司を指す。ワサビやショウガ、オボロを間にはさむ（または上にのせる）ことが多い。はがれやすいタネには、古くはカンピョウを使うことが多かったが、現代では海苔の帯をかける。握った酢飯のまわりを海苔で巻いて、イクラなどの小さなものや、ウニのようにやわらかくて握りにくいものを乗せた寿司を「軍艦巻」といって、1941年（昭和16年）に銀座の寿司屋「久兵衛」で考案されたものといわれる。
握り寿司は、「にぎり」と略されることがある。

#### 主な江戸前握りずしの種
江戸前握り寿司の具材を「タネ」といい、逆さにした符丁で「ネタ」とも呼ばれる。その主なものに次のようなものがある。
春
キス、シラウオ、サヨリ、カスゴ、ヒラマサ、トリガイ、アオヤギ、アサリ、ハマグリ、ホタルイカ、シャコ
夏
アジ、シマアジ、シンコ、スズキ、カツオ、ツブガイ、イサキ、タチウオ、エボダイ、アナゴ
秋
サバ、コハダ、イワシ、戻り鰹、カンパチ、ミルガイ、イクラ
冬
カジキ、ブリ、ハマチ、サワラ、ヒラメ、タイ、コウイカ、赤貝、ハマグリ、タイラギ、ホタテガイ、カニ、アマエビ
以下の種は種類や産地を問わなければ、比較的年中安定して供給される。
マグロ、カレイ、アワビ、エビ、タコ、イカ、ウニ、卵焼き

### 海苔巻き
海苔を巻いた寿司（巻き物）は通常「海苔巻」と呼び、単に「海苔巻」といった場合は細巻きのカンピョウ巻きを指すことが普通である。海苔半枚で巻いた「細巻き」が本来であり、その形から「鉄砲」とも呼ばれる。戦前は盛んだった玉子巻きや伊達巻きのすしは近年廃れてきている。近畿を中心として「巻き寿司」と呼ぶことがある。

#### 主な江戸前海苔巻
- 干瓢巻き

甘辛く煮たカンピョウを芯に巻いたもの。単に「海苔巻き」とも呼ぶ。
- 鉄火巻き

マグロの切り身またはスキ身、タタキ身にワサビを入れて巻く。
- ネギトロ巻き

マグロのすき身など脂身を具としたもの。
- 納豆巻き

味付けしたひき割り納豆を用いる。
- カッパ巻き

キュウリを千切り、または細長く切った一本を芯に巻いたもの。
- 奈良漬巻

奈良漬を芯に巻いたもの。
- 梅しそ巻き

梅肉とシソの葉を巻いたもの。
- ひもきゅう巻き

赤貝のヒモ（外套膜）ときゅうりを巻いたもの。
- オボロ巻き

エビ（または魚）のオボロを芯にして巻いたもの。
- 山ごぼう巻き

ヤマゴボウを芯にして巻いたもの。
このほか、太巻き（一枚巻き）や手巻きを提供する店もある。近年は新しい具材や新しい巻き方が日本国内外に登場しているが、眉をひそめる寿司愛好家も多い。

### ちらし寿司
江戸前のちらし寿司は、白い酢飯の上に生身を中心に握り寿司と同様なタネを盛り付けたものを指す。他地域で「ちらし寿司」「ばら寿司」と呼ばれる、にんじん、れんこん、油あげ、かんぴょう、たけのこ、しいたけなど生魚以外の素材を混ぜ込んだものは五目寿司と呼ばれ、通常は「江戸前寿司」には分類されない。

### 印籠ずし
すしの分類では、イカやタケノコなどの空洞にすし飯を詰めたすしを印籠ずしと分類する。いなりずしも油揚げの印籠ずしとされる。江戸前イカの印籠ずしは、刻んだカンピョウやガリ、もみ海苔などを混ぜたすし飯を煮イカの胴につめ、ツメをかけて食べる。「印籠詰め」とも呼ぶ。

## 江戸前ずしの「仕事」

### すし飯
すし酢は酢と塩、または酢と塩に砂糖を加えて合わせたもの。店によって塩と砂糖の配合は千差万別でそれがその店の特徴となっているが、酢は概ね米2升につき2合くらいである。
やや固めに炊き上げた飯を熱々のうちに飯切りに移し、すし酢をあわせる。ミヤジマ（しゃもじ）を下から起こすように、切るように使ってすし酢をまわす。行き渡ったところで団扇などで扇いで艶を出す。人肌に冷めたら食べ頃。

### タネの調理
近年では生身のままタネとすることも多いが、冷蔵技術の無い時代に誕生したがゆえ、酢〆にしたり醤油漬けにしたりと、下拵えとしてタネにさまざまに「仕事」をする技法がある。
酢〆
酢〆は比較的古い仕事が残っている調理法である。主に光物に用いられる手法で、塩をあててしばらく置いてから、酢につけて（または酢にさっとくぐらせて）〆る。コハダ、キス、カスゴ、サバの他、今では生で使われることが多いアジやサヨリなども以前はたいてい酢〆にした。貝類や白身魚を酢〆にする仕事もある。強く〆て酸っぱいタネは、オボロをかませて握ることも多い。
醤油漬け
「ヅケ」と称し、醤油を主体にした調味液にしばらく漬ける（またはさっとくぐらせる）。マグロの赤身などがよく用いられ、長時間漬けてねっとりした質感をもたせたものや、切りつけて数分程度の短時間漬けるもの、湯霜にしてから漬けるなどの仕事がある。古くは白身魚も醤油漬けにすることが多く、八丈島などにみられる島寿司はその名残りである。近年は沖漬けに倣い、ボタンエビをヅケにして握る店もある。
煮物
アナゴやハマグリは煮あげて、さらに煮汁を炊き上げて再調味した「煮詰め（通称:ツメ）」を塗って供する。アナゴの場合は骨を加える・ハマグリの場合は茹で汁を加える等、ネタに合わせてそれぞれ異なる煮詰めを用意する。ミミイカやシラウオ、ホタテなどもかつては煮たり茹でたりした上で握る調理法が存在していたが、近年ではあまりみられなくなった。また、巻物の代表格となる干瓢の煮付けも江戸前として誇るべき仕事である。
茹でる
トリ貝、ハモ、シャコなどは茹でて（湯通して）使う。生物学的特性からシャコは水揚げしてすぐに浜茹でしたものを仕入れる場合もある。またアワビも酒蒸しにする調理法と、水煮にする調理法とが混在する。タコは先に大根で叩き、繊維の破壊と酵素の浸潤を行った上で茹でる。なお、茹でた後に調味酢に漬けたり煮汁で煮返したりと、さらに手間をかける仕事もみられる。他の貝類や白身魚にも軽く湯引き（いわゆる「湯霜」）してから握るものがある。
飾り切り
見た目だけではなく、同じネタでも食感を変えたり筋を切って食べやすくするためには非常に重要な仕事となる。合わせて付いている葉欄（笹切り）が既製品ではなく飾り細工であるならば、それは職人の庖丁の技の目安ということである。
炙り
煮穴子や平貝などを軽く炙ってから握る手法は以前からみられたが、近年はサバ、マグロ、タイなどの皮目や身をバーナーなどの直火で焼くことが多い。養殖ものの魚の脂を抜き、香ばしさを活かす効果を狙ったものとされる。他にも、「叩き」がメジャーな調理法であるカツオでは無論炙りが多用される。マグロのトロを軽く炙って握る調理法については池波正太郎が仕掛人・藤枝梅安の文中で紹介している。
厚焼き玉子
溶き卵に芝海老のオボロや魚のすり身・トロロを加えた生地を弱火でじっくりとカステラのようになるまで焼き上げるのが江戸前ずし本来の玉子焼きであり、今日一般的となっただし巻き卵とは本来は異なるネタである。ただし、調理に非常に手間がかかるため魚市場で「河岸売り」として販売されている既製品を用いる店舗も存在する。店によっては甘く調味して〆に出すところ、逆にだしを利かせて酒の肴として単品で食べられるよう調味しているところと、様々に分かれる。
焼く
本来の江戸前のネタではないものの、棒鯖寿司やカニは炙りではなく芯まで火を通した上で握る。エビにおいても茹でずに焼く店舗がみられる。
薬味
マグロなど油脂の多いネタは、ワサビの代わりに和芥子をつけて供していた。他にも大根おろしを用いたり、刻み生姜を用いたりと、ネタとの相性を考えてワサビではなく別の薬味を合わせて調理するのが江戸前の仕事であった。

### 握り方
握りずしを製することを「つける（漬ける）」といい、調理場を「つけ場」というが、なれ寿司は漬け込んで製したことから来る言い方というだけではなく、握ることが「漬ける」に相当する重要な要素である。適度な押圧を加えることによりタネとシャリを一体とする事が江戸前握りずしの特徴であり、これらの加減が職人の腕で変わってくる。
左手にタネを持ち、右手ですし飯を適量とって軽くまとめ（シャリ玉という）、ワサビを人差し指でとってタネに乗せる。左手の親指か右手の人差し指でシャリの真中に空洞を作り、上下・前後を何度か返して（手返し）その空洞をまわりから閉じていくように成形してつける。手返しには、本手返し、縦返し、小手返しなどがあるが、基本とされた本手返しでつける職人は少ない。仕上がりの形状を、俵型、箱型、船型、地紙型とよび、現代では船型につける職人が多い。
回転寿司などのチェーン店を中心に「シャリ玉成形機」が導入されており、この装置に酢飯を入れるとシャリ玉が次々に製造される。それにタネを載せて提供する、握ることも「つける」こともしない握り寿司も多い。

### 海苔巻きの巻き方
巻いてすぐ食べることを主として製することが肝要。海苔は炙って香りを出しパリっとさせ、手早くサッと巻いて製する。関西の巻きずしは、時間を置いて食べることを主とするため、海苔は焼かずにしっかり巻くという違いがある。
焼いて半分に切った海苔を巻き簾に手前を揃えて置き、すし飯を適量とって一旦軽くまとめる。海苔の中央左から右へとすし飯を広げながら置いていき、端をきめながら1センチほど残して前後に広げていく。中央に薬味や具材を置いて、巻き簾を手前から持ち上げて巻く。カンピョウなら丸に、鉄火なら四角く絞めてきめる。カンピョウなら4つに、鉄火などは6つに切る。

## 符丁と用語
江戸前ずし屋独特の言葉や言い回しがあり、古くは「すし言葉」と呼ばれた言葉や、職人同士が使う隠語・符丁がある（この「隠語」「符丁」は本来客が使うものではなく、店側が使用する言葉である）。
| 用語     | 漢字       | 意味                                                                                 |
| -------- | ---------- | ------------------------------------------------------------------------------------ |
| アガリ   | 上がり     | 茶のこと。「上がり花」の略。                                                         |
| アニキ   | 兄貴       | 先に仕入れた（仕込んだ）古いタネのこと。                                             |
| オアイソ | お愛想     | 勘定のこと。                                                                         |
| オドリ   | 踊り       | 生きたままのタネ。通常生きたエビのこと。                                             |
| ガリ     |            | 薄く切った生姜の甘酢漬け。その質感から。                                             |
| カン     | 貫、巻など | すし1つを1カンと数える握りずしの数え方。語源は諸説あり。                             |
| ギョク   | 玉         | 卵焼きのこと。「玉子」から。                                                         |
| シャリ   | 舎利       | 飯の異称で、すし屋ではすし飯のこと。仏教語の舎利（米・飯）から。                     |
| タチ     | 立ち       | カウンター形式の店、またはその客のこと。立ち食い形式のすし屋の名残り。               |
| ヅケ     | 漬け       | マグロの醤油漬け。                                                                   |
| ツケバ   |            | すしを製する（つける）調理場のこと。                                                 |
| ツケダイ | 付け台     | カウンターのすしを乗せる台のこと。今日では直接ツケダイにすしを乗せる店は少ない。     |
| ツメ     | 詰め       | アナゴなどの煮汁を調味し、煮詰めた甘辛いタレ。「煮詰め」から。                       |
| トロ     |            | マグロの腹身。とろっとした質感から。                                                 |
| ナミダ   | 涙         | ワサビのこと。                                                                       |
| ニキリ   | 煮切り     | 醤油に日本酒や味醂を加えて火にかけて煮切ったもの。すしに塗るかつけ醤油にする。       |
| ネタ     | 種         | すしの具材、すしダネのこと。タネの逆さ読み。                                         |
| ムラサキ | 紫         | 醤油のこと。その色味から。語源は諸説あり。                                           |
| ヤマ     | 山         | ネタ切れのこと。海の物（魚介）が無いことから。飾りの笹のこともヤマということもある。 |

## 江戸前ずしの歴史

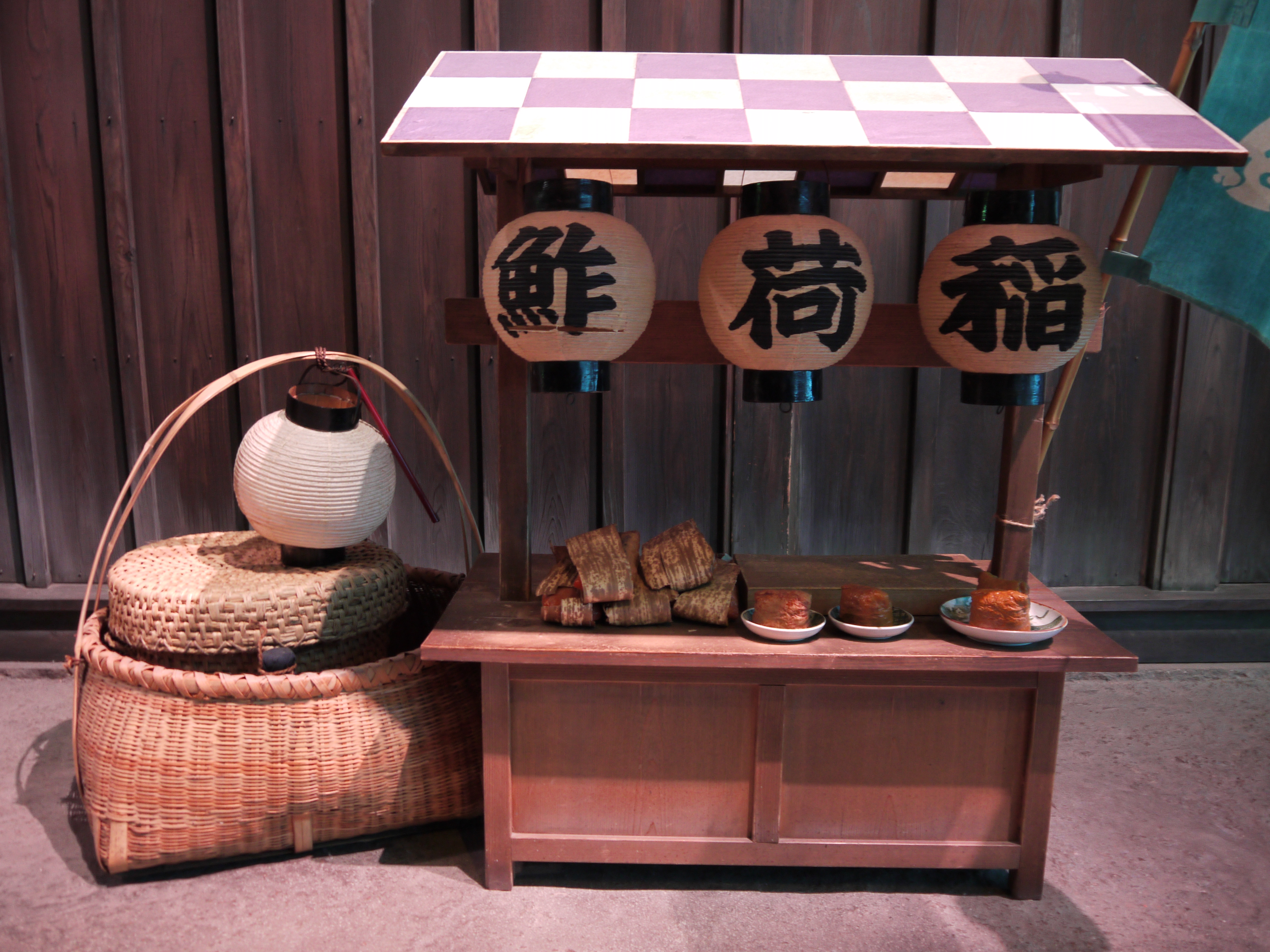
江戸時代後期の稲荷寿司屋台（深川江戸資料館）

### 背景
1728年（享保13年）刊の『料理網目調味抄』には、「箱寿司に酢を注ぐ」と記載されているように、日本で寿司と言えば大阪の箱寿司であった。その100年後の1829年（文政12年）に江戸前寿司（江戸前握り寿司）が生まれた背景には、江戸の文化が関係している。江戸っ子は刺身が好きであり屋台で売られていた。また生魚に合う濃口醤油は近隣の野田が産地であった。そして白米が人気であった。

### 江戸前ずしの誕生
江戸前握りずしの創案者は、両国は「與兵衛鮓（よへいずし）」の華屋與兵衛とも安宅の「松之鮨（まつのずし）」、堺屋松五郎ともいわれる。文献的には1829年（文政12年）刊の『柳多留』に「妖術という身で握るすしの飯」とあるのが初出である。
與兵衛のひ孫、小泉清三郎『家庭 鮓のつけかた』（1910年（明治43年））の158 - 159ページに與兵衛の孫、文久子『またぬ青葉』（手写本、現在所在不明、震災で焼失とも）の引用があり、要約すると以前にも握りずしを試みた者はいたが、握った後に笹で仕切って箱に詰め数時間押しをかけるすしで、「翁（初代與兵衛）は此の製方の悠長なるを厭い（中略）握早漬を工夫せし也」とのことである。與兵衛が「握早漬（握りずし）」を売り出した年は、諸説あるが1824年（文政7年）あたりとされる。
1830年（文政13年）刊の喜多村信節『嬉遊笑覧』に「文化（1804 - 1817年）のはじめ頃、深川六軒ぼりに、松がすしが出来て、世上すしの風一変し」とあるが、この「一変」には2つの解釈ができる。ひとつは握りずしを創案し、かつてのなれずしとは違う握りずしが江戸中に広がって一変したという解釈。もうひとつは、これまでにない高額のすしを売り出し、市中のすし屋も追従したために一変したという解釈。ちなみに「松鮨」とも「松が鮨」とも言われたが、「安宅の松」と主人の名、松五郎にちなんだ通称であり、本来の屋号は「砂子鮨（いさごずし）」といった。後に屋号の方も「松之鮨」と改めたとのことである。いずれにしろ握りずしは文政年間（1818 - 1831年）には完成をみて、「與兵衛鮓」、「松之鮨」は最初の大成者となった。

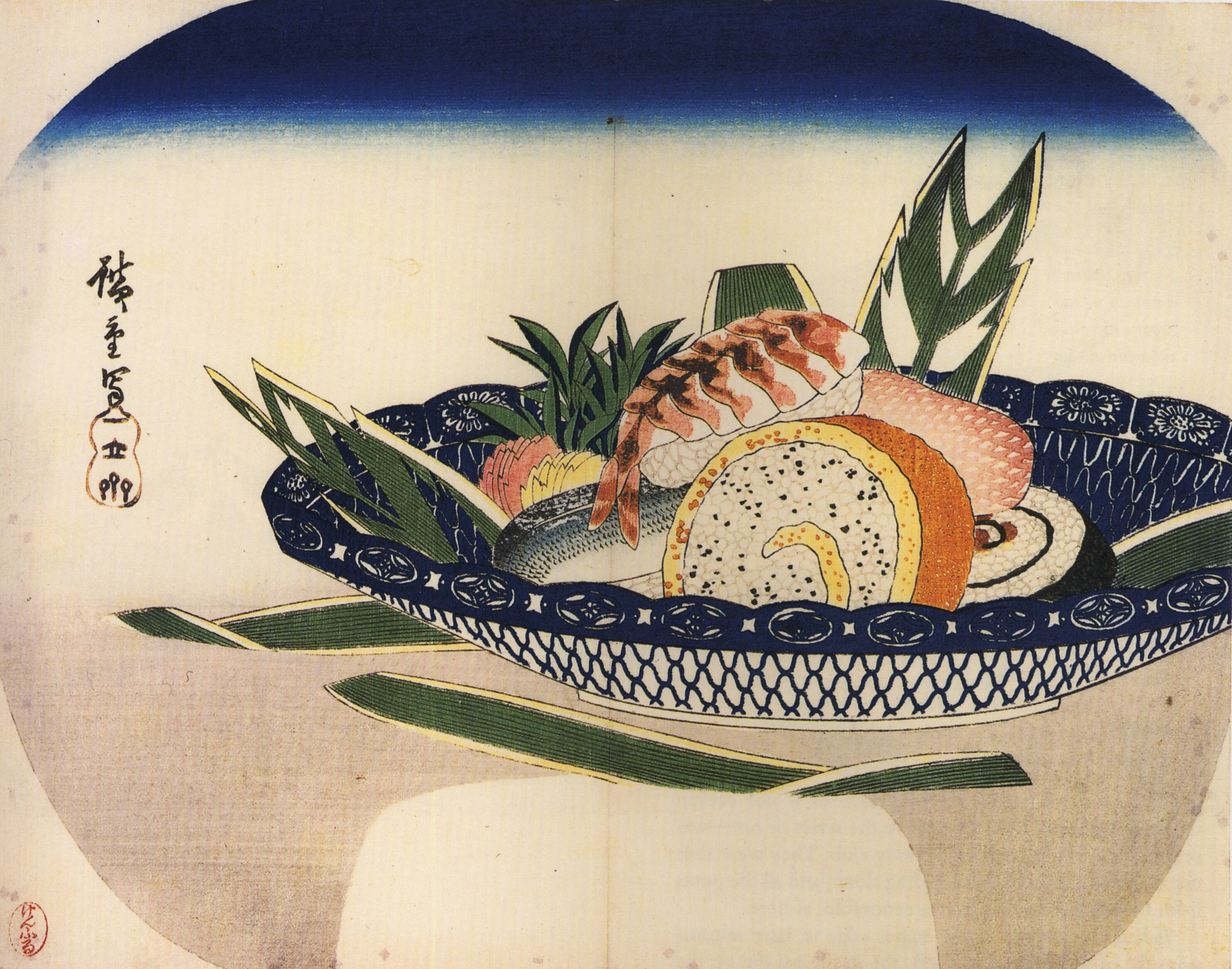
浮世絵に描かれた寿司（歌川広重・江戸後期）

こうして誕生した握りずしは、屋台料理として江戸っ子にもてはやされて瞬く間に江戸市中に拡がった。江戸前寿司の原型である箱寿司を1728年（享保13年）から食していた大坂も1892年（明治25年）には大半が握り寿司の店に変わったと記録されており、天保年間（1831 - 1845年）には名古屋にも広がるなど、日本全国へ拡がっていった。この寿司は粕酢（赤酢）と塩のみで合わせ酢を作り砂糖を使用しないものであった。かつては米酢が使用されていたが、後に広まった粕酢は1804年（文化元年）に江戸へ旅したミツカン初代中野又左衛門が江戸に向けて販売した事がきっかけと主張している。

### 江戸時代末期 - 明治初期の江戸前ずし
『守貞謾稿』には、玉子、玉子巻き、海苔巻き（カンピョウ）、車エビ、コハダ、マグロさしみ、エビそぼろ、シラウオ、穴子、があがる。冷蔵・冷凍技術のないこの時代のすしは、酢〆、醤油漬け、火を通す、などの下仕事をしたタネばかりであった。天保の末に鮪が豊漁となり、「恵比寿鮨」なる屋台のすし屋が鮪を湯引きし、醤油に漬けてすしに漬けたところ、大いに評判となり、以降江戸前ずしを代表するタネになっていった。しかし当時鮪は下魚とされており、名のある店では使わなかったといわれる。
屋台で廉価な寿司を売る「屋台店」が市中にあふれる一方で、「内店」とよばれる固定店をかまえるすし屋では、比較的高価なすしを売った。特に「松之鮨」や「與兵衛鮓」の贅沢さは、時の川柳にたびたび詠われるほどだった。内店では主に持ち帰りや配達ですしを売ったが、「御膳」と書かれた看板をあげた店は、店内の座敷で食事のできる店である。しかし、贅沢を禁じた天保の改革では、200軒あまりの寿司屋が手鎖の刑に処せられることになった。

### 明治後期 - 昭和初期の江戸前ずし
江戸時代より明治時代の東京にあってコレラが頻繁に発生したことや、文明開化の旗印のもと肉食が流行を極めた裏側で漁業や生魚の料理が蔑視される風潮があったことで、握り寿司の人気は停滞、また火を通した具をタネとする傾向がみられた。だが、ここにある変化が訪れる。
1897年（明治30年）頃から製氷業者が増えた事から氷の冷蔵庫を使用する寿司屋が増え、また明治の末あたりからは電気冷蔵庫を備える店も出てきた。近海漁業の漁法や流通の進歩もあって、生鮮魚介を扱う環境が格段によくなった。江戸前握りずしでは、これまで酢〆にしたり醤油漬けにしたり、あるいは火を通したりしていた素材も、生のまま扱うことが次第に多くなっていった。種の種類も増え、大きかった握りも次第に小さくなり、現代の握りずしと近い形が整ってきた。江戸前寿司が関東以外にも広まった大きな一因として、関東大震災で罹災した職人の移住がある。

### 戦後のすし
第二次世界大戦直後、厳しい食料統制のさなか、1947年（昭和22年）7月に飲食営業緊急措置令（ポツダム命令）が施行され、同令が廃止される1949年（昭和24年）4月まですし店は表立って営業できなくなった。東京ではすし店の組合の有志が交渉に立ちあがり、1合の米と握りずし10個（巻きずしなら4本）を交換する委託加工として、正式に営業を認めさせたのである。職人と営業を守るため上方をはじめ全国でこれに倣い、一時期は全国ですし店といえば江戸前ずし一色となった。ちなみに1合で10個の握りずしならかなり大きな握りでいわゆる「大握り」、江戸 - 明治初期を思わせる大きさである。ただし、1合全てを使ったわけではない。また、戦後の物資不足と黄変米事件によって粕酢が一般的ではなくなり、米酢を使った寿司酢が一般的になった。これ以降、握り寿司は全国的に評判になっていった。
戦後の高度成長期に入ると、衛生上の理由から屋台店が無くなり、廉価なすし店もあるものの、すし屋は高級な料理屋の部類に落ち着いた。一方、1958年（昭和33年）に大阪で回転寿司店「廻る元禄ずし」が開店し、廉価な持ち帰りずし店「京樽」や「小僧寿し」も開業。1980年（昭和55年）頃には回転ずし屋も持ち帰りすし店も全国に普及、寿司屋は庶民性を取り戻していった。
既に1910年（明治43年）華屋與兵衛の子孫、小泉清三郎著『家庭鮓のつけかた』には、ハム（またはコールドミート）を使ってコショウをふった巻きずしがあり、江戸前ずし（早ずし）は様々な材料を受け入れやすい素地があった。1970年代にアメリカ西海岸を中心に、すしは一大ブームとなり、その中で生まれた「カリフォルニアロール」は大いにヒットして日本にも逆輸入された。1975年（昭和50年）『すし技術教科書』の「新しいすしダネとすし」には、キャビアやセップ、ロブスター、納豆、じゅんさい、シイタケなど、100種類にもなる新しい寿司ダネが紹介されている。現代の寿司店では、ありとあらゆる食材がすしとして提供される一方、粕酢など古典的な材料・手法を守る店もある。2002年（平成14年）に半田市で開催の「はんだ山車まつり」で粕酢を使い当時の大きさで握った寿司が復元され「尾州早すし」と名付けられた。